# Centre hospitalier universitaire d'Angré
Le Centre hospitalier universitaire d'Angré est un établissement hospitalier public situé à Abidjan, dans la commune de Cocody-Angré, en Côte d'Ivoire. Il est inauguré le 15 décembre 2017. Avec une superficie de 4,5 hectares, il est le cinquième centre hospitalier universitaire du pays.

## Historique
Les travaux débutent le 1er août 2009. C'est l'entreprise Ekacico qui se charge des travaux. À l'origine, bâti sur une superficie de 4 hectares, ce centre hospitalier universitaire d'Angré devrait être l'hôpital général avec 15 bâtiments. Il est financé sur le fonds d'indemnisation des victimes des déchets toxiques de l'affaire du Probo Koala. Mais en 2011, son achèvement passe sous la coupole du programme présidentiel d'urgence,.
Le 3 novembre 2017, le CHU d'Angré est créé par décret adopté en conseil des ministres,. Le décret autorise, selon les conclusions du conseil présidentiel de santé d'août 2017, les partenariats public et privé pour certains services comme la restauration, la sécurité et l'entretien des espaces verts et des équipements. Il est créé dans le cadre de la politique du gouvernement ivoirien qui veut décentraliser les structures sanitaires.
Le Centre hospitalier universitaire d'Angré est officiellement inauguré le 15 décembre 2017 par le président Alassane Ouattara. Il devient le cinquième centre hospitalier universitaire de la Côte d'Ivoire. Sa construction coûte 37,3 milliards de Franc CFA et fait partie des établissements sanitaires de niveau 3,.
L'hôpital est ouvert aux populations le 21 février 2018. En 2022, par décret, l'hôpital change de statut. Il passe d'établissement public à caractère industriel et commercial à établissement public hospitalier national.

## Description
Le Centre hospitalier universitaire d'Angré s'étend sur une superficie totale de 4,5 hectares pour une superficie bâtie de 36 000 m2. Il comprend 19 bâtiments avec une capacité d'hospitalisation de 250 lits. L'établissement dispose d'un appareil d'Imagerie par résonance magnétique de 1,5 Tesla et d'un scanner de 64 barrettes. Au premier trimestre de 2020, l'on comptait 1038 agents de santé dont 857 fonctionnaires et 181 contractuels au centre hospitalier universitaire d'Angré.

### Services
Il abrite les services de médecine, de gynécologie-obstétrique, de chirurgie digestive, de pédiatrie, d'unité d'imagerie médicale et d'urgence.

### Organisation
Le centre hospitalier universitaire d'Angré est un établissement public. Il est placé sous la tutelle du Ministère de la Santé et de l'hygiène publique. Le personnel comprend des médecins spécialistes, des infirmiers, des techniciens médicaux et des personnes administratives. Il est doté d'un centre international de Coelioscopie. L'hôpital est dirigé par le docteur Diabaté Moussa depuis juin 2024.